# Jan Ambjørn
Jan Ambjørn est un physicien danois considéré comme le principal fondateur de la théorie de la Triangulation Dynamique Causale (TDC en français, CDT en anglais, pour Causal Dynamical Triangulation).